# Nova Bandeirantes
Nova Bandeirantes – miasto i gmina w Brazylii, w stanie Mato Grosso.